# ماتيا فالوتي
ماتيا فالوتي (بالإيطالية: Mattia Valoti)‏ (6 سبتمبر 1993 بفيتشنزا في إيطاليا - ) هو لاعب كرة قدم إيطالي في مركز الوسط. شارك مع منتخب إيطاليا تحت 16 سنة لكرة القدم ومنتخب إيطاليا تحت 18 سنة لكرة القدم ومنتخب إيطاليا تحت 19 سنة لكرة القدم ومنتخب إيطاليا تحت 20 سنة لكرة القدم. أما مع النوادي، فقد لعب مع إيه سي ميلان ونادي بيسكارا ونادي ليفورنو وهيلاس فيرونا وUC AlbinoLeffe ‏.

## وصلات خارجية
- ماتيا فالوتي على موقع قاعدة بيانات كرة القدم.إي يو (الإنجليزية)
- ماتيا فالوتي على موقع بيانات كرة القدم. دي إي (الألمانية)
- ماتيا فالوتي على موقع ليكيب (الفرنسية)
- ماتيا فالوتي على موقع Soccerbase.com (لاعب) (الإنجليزية)
- ماتيا فالوتي على موقع Soccerway.com (الإنجليزية)
- ماتيا فالوتي على موقع عالم كرة القدم.نت (الإنجليزية)
- ماتيا فالوتي على موقع AS.com (الإسبانية)